# Hannelore Schlaf
Hannelore Schlaf, geb. Hannelore Imlau, auch Hanne Schlaf, (* 27. Dezember 1930 in Lübeck; † 28. März 1985 in Frankfurt am Main) war eine deutsche Tischtennisspielerin und -funktionärin. In den 1950er Jahren gehörte sie zu den stärksten deutschen Tischtennisspielerinnen. Später übernahm sie zahlreiche Aufgaben im Funktionärsbereich.

## Werdegang
Im Alter von neun Jahren erkrankte Hannelore Schlaf an Kinderlähmung. Dennoch begann sie zunächst mit Handball und im Alter von 19 Jahren mit dem Tischtennisspielen und schloss sich dem Verein LSV Gut-Heil Lübeck an. Als sie die Bezirksmeisterschaft gewann, holte sie Jupp Schlaf zum VfB Lübeck.
Hannelore Schlaf war eine Abwehrspielerin. Sie nahm an fünf Tischtennisweltmeisterschaften und an zwei Europameisterschaften teil. Die deutsche Meisterschaft gewann sie dreimal im Einzel, viermal im Doppel und zweimal im Mixed. Weitere Meistertitel errang sie mit ihrer Mannschaft Eintracht Frankfurt. In der deutschen Rangliste wurde sie von 1954 bis 1957 und noch einmal 1959 auf dem ersten Platz geführt. Zwischen 1954 und 1960 nahm sie an 93 Länderspielen teil.
1960 erlitt sie beim Bundesranglistenturnier in Neumünster eine so schwere Meniskusverletzung, dass sie ihre aktive Karriere beenden musste. Danach engagierte sie sich weiterhin ehrenamtlich für den Tischtennissport. Von 1961 bis 1981 hatte sie das Amt als Damenwartin des Deutschen Tischtennis-Bundes inne (ihre Nachfolgerin wurde Ella Lauer). Bei den Europameisterschaften 1962, 1968 und 1972 betreute sie die deutsche Damenmannschaft als non-playing-captain. Für diese Tätigkeiten ehrte sie der DTTB 1973 mit der Medaille DTTB-Gold, 1981 wurde sie zum Ehrenmitglied des DTTB ernannt. Am 5. Oktober des gleichen Jahres verlieh ihr Bundespräsident Karl Carstens das Bundesverdienstkreuz am Bande.
1954 heiratete sie den Tischtennisspieler und -funktionär Jupp Schlaf. 1985 starb sie nach schwerer Krankheit.

## Sportliche Erfolge
- Teilnahme an 5 Weltmeisterschaften
  - 1953 in Bukarest: 9. Platz mit Damenteam
  - 1954 in Wembley: 13. Platz mit Damenteam
  - 1955 in Utrecht: Achtelfinale im Doppel (mit Uschi Fiedler), 16. Platz mit Damenteam
  - 1957 in Stockholm: Viertelfinale im Doppel, 13. Platz mit Damenteam (mit Uschi Fiedler)
  - 1959 in Dortmund: 10. Platz mit Damenteam

- Teilnahme an Europameisterschaften
  - 1958 in Budapest:
  - 1960 in Zagreb: 7. Platz mit Damenteam

- Nationale deutsche Meisterschaften
  - 1953 in Herford: 3. Platz Doppel (mit Ursula Paulsen), 3. Platz Mixed (mit Heinz Schneider)
  - 1954 in Berlin: 1. Platz Doppel (mit Edith Schmidt)
  - 1955 in Osnabrück: 1. Platz Einzel, 2. Platz Doppel (mit Edith Schmidt)
  - 1956 in Dortmund: 1. Platz Einzel, 1. Platz Doppel (mit Uschi Fiedler), 1. Platz Mixed (mit Conny Freundorfer)
  - 1957 in Berlin: 2. Platz Einzel, 1. Platz Doppel (mit Uschi Fiedler)
  - 1958 in Neumünster: 2. Platz Einzel, 1. Platz Doppel (mit Uschi Fiedler)
  - 1959 in Donaueschingen: 1. Platz Einzel, 4. Platz Doppel (mit Ursula Paulsen-Matthias), 1. Platz Mixed (mit Wolf Berger)
  - 1960 in Essen: 4. Platz Einzel, 1. Platz Mixed (mit Dieter Michalek)

- Bundesranglistenturniere
  - 1957 in Mönchengladbach: 2. Platz
  - 1959 in Berlin: 1. Platz

- Internationale Meisterschaften
  - 1955 Kiel: 3. Platz Einzel, 2. Platz Doppel (mit Uschi Fiedler), 2. Platz Mixed (mit Conny Freundorfer)
  - 1956 Niederlande: Viertelfinale Einzel
  - 1958 Österreich: 2. Platz Mixed
  - 1958 Skandinavien: 2. Platz Doppel
  - 1959 Niederlande: 2. Platz Doppel

- Deutsche Mannschafts-Meisterschaft mit Eintracht Frankfurt
  - 1956–1959: 1. Platz

- Deutsche Pokalmeisterschaften
  - 1959 in Duisburg: 1. Platz mit Eintracht Frankfurt

- Vereine
  - LSV Gut-Heil
  - bis 1956: VfB Lübeck
  - ab 1956: Eintracht Frankfurt

## Turnierergebnisse
| Verband | Veranstaltung     | Jahr | Ort       | Land | Einzel     | Doppel        | Mixed      | Team |
| ------- | ----------------- | ---- | --------- | ---- | ---------- | ------------- | ---------- | ---- |
| FRG     | Weltmeisterschaft | 1959 | Dortmund  | FRG  | letzte 128 | letzte 32     | letzte 32  | 10   |
| GER     | Weltmeisterschaft | 1957 | Stockholm | SWE  | letzte 128 | Viertelfinale | letzte 32  | 14   |
| GER     | Weltmeisterschaft | 1955 | Utrecht   | NED  | letzte 128 | letzte 16     | letzte 128 | 16   |
| GER     | Weltmeisterschaft | 1954 | Wembley   | ENG  | letzte 128 | letzte 32     | letzte 128 | 9    |
| GER     | Weltmeisterschaft | 1953 | Bukarest  | ROU  | letzte 32  | letzte 32     | letzte 32  | 9    |